# Сибрайт
Сибрайт (англ. Sebright) — бентамка породы сибрайт, выведены в Англии. Создал породу Джон Сибрайт и впервые показал её в 1815 году. Птицы изначально карликовые по происхождению. У обоих полов одинаковый тип оперения, то есть у петуха нет остроконечных перьев в гриве, пояснице и хвосте. У петуха и курицы должно быть одинаковое изящное окаймление на каждом пере. Этого можно достичь, если петухи будут курохвостыми (без косиц в хвосте). Фигура у них сжатая, компактная, короткая. Туловище хорошо закруглённое. Грудь сильно выпуклая, постав тела выпрямленный. Хвост веерообразный, широкий в основании, с каждой стороны по семь рулевых перьев; у молодых петухов верхние рулевые перья могут возвышаться над остальными на 2 см. Крылья опущенные, почти касаются земли и неплотно прилегают к телу.
Недопустимыми недостатками считаются большое, грубое, длинное тело, высоко поднятые и прижатые к телу крылья, отсутствие окаймленья перьев. Курочки проявляют инстинкт насиживания. Несут в год 60—90 яиц весом от 30 г, белого или желтоватого цвета. При маленьком весе, сибрайты летают порой не хуже голубей. Средняя масса петухов 0,6 кг , кур 0,5 кг. Размер кольца: 11 мм    у петухов и 9 мм у курицы.